# Huerta solar Monte Alto de Milagro

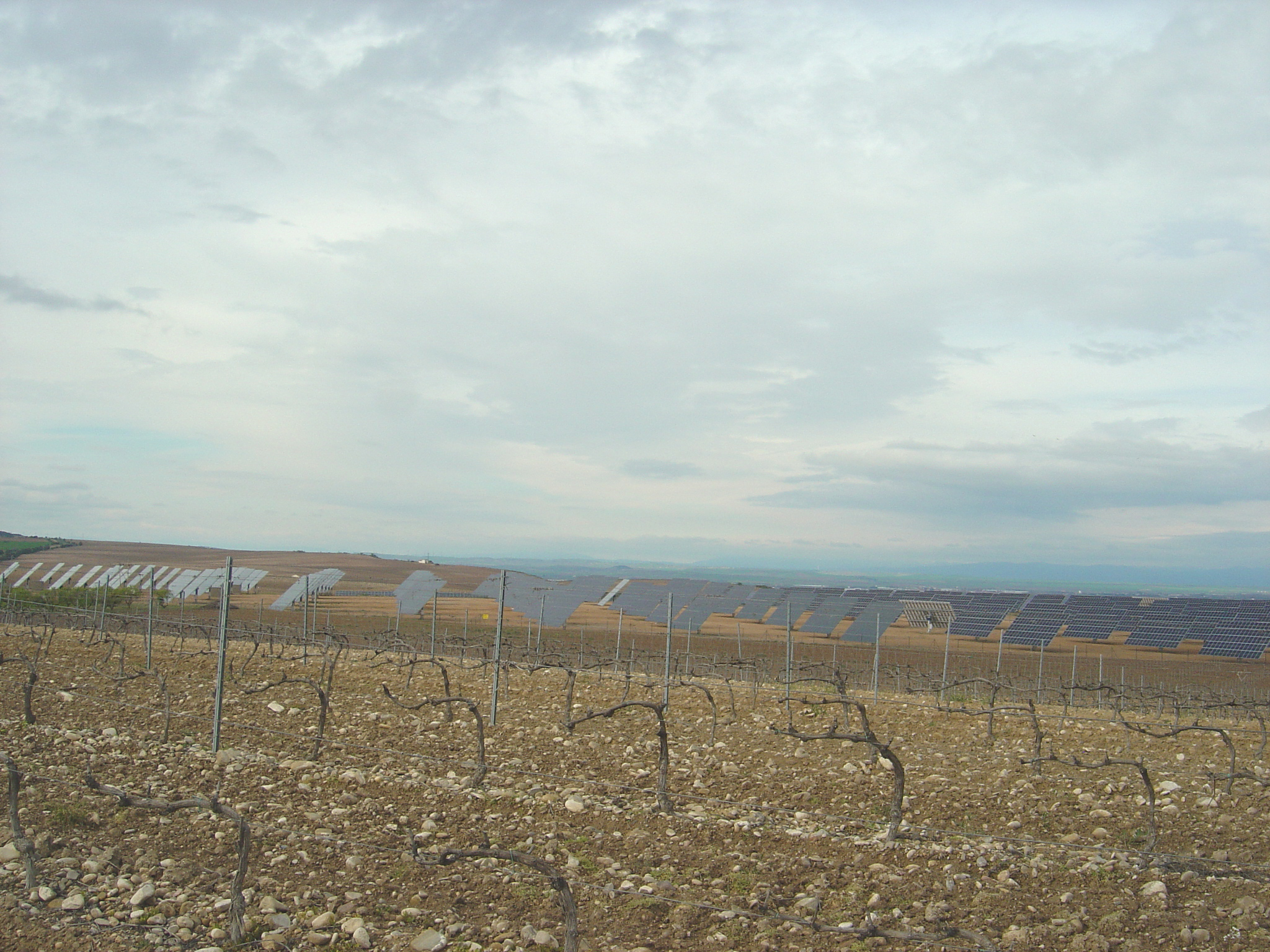
Huerta solar Monte Alto de Milagro, Navarra, España

La huerta solar Monte Alto de Milagro es una huerta solar situada en Milagro, en la provincia de Navarra, España, y en el momento de su construcción era la instalación de energía solar fotovoltaica de mayor producción en el mundo.
Fue promovida por Acciona Solar. Tiene una superficie de 51 hectáreas, una producción de millones de kWh anuales y una inversión total de 65 millones de euros, distribuida entre 753 propietarios.